# فرودگاه بین‌المللی مارتینیک امه سزر
فرودگاه بین‌المللی مارتنیک ایمی کیسایر (به انگلیسی: Martinique Aimé Césaire International Airport) (به زبان بومی: Aéroport de Fort-de-France - Le Lamentin) یک فرودگاه همگانی با کد یاتا FDF است که یک باند فرود آسفالت دارد و طول باند آن ۳۰۰۰ متر است. این فرودگاه در شهر لو لمونتن کشور فرانسه قرار دارد.